# 勐旺乡
勐旺乡，是中华人民共和国云南省西双版纳傣族自治州景洪市下辖的一个乡镇级行政单位。

## 行政区划
勐旺乡下辖以下地区：
勐旺村、大平掌村、补远村和瑶家村。